# بخار (صناعة)

بخار متصاعد من فوهات مبادلات حرارية في محطة نووية في فرنسا

يقصد بكلمة البخار  (steam) في الصناعة وصف الحالة الغازية للماء عندما يتحول فيها الماء إلى غاز أثناء الضغط الجوي العادي عندما تصل درجة الحرارة إلى 100م (درجة غليان الماء). ويمكن أن يكون في أحد حالتين هما البخار المشبع والبخار الجاف أو المحمص، أما البخار الأبيض الذي كثيرًا ما يُرى فوق فتحة الغلايات وينابيع الماء الحار وفي الغازات البيضاء الخارجة من مداخن المصانع، فليس في الحقيقة بخار ماء، وإنما نقاط صغيرة من الماء السائل تتكون عندما يبرد بخار ماء غير المرئي.

## خصائص البخار
- بخار الماء ليس له لون وما نراه ليس سوى الرطوبة المتكونة أثناء التبخر بسبب التبادل الحراري في الجو المحيط.
- عند الضغط الجوي تكون درجة غليان الماء 100 درجة مؤية ويزداد حجمه بمقدار 1730 مرة

## البخار المشبع

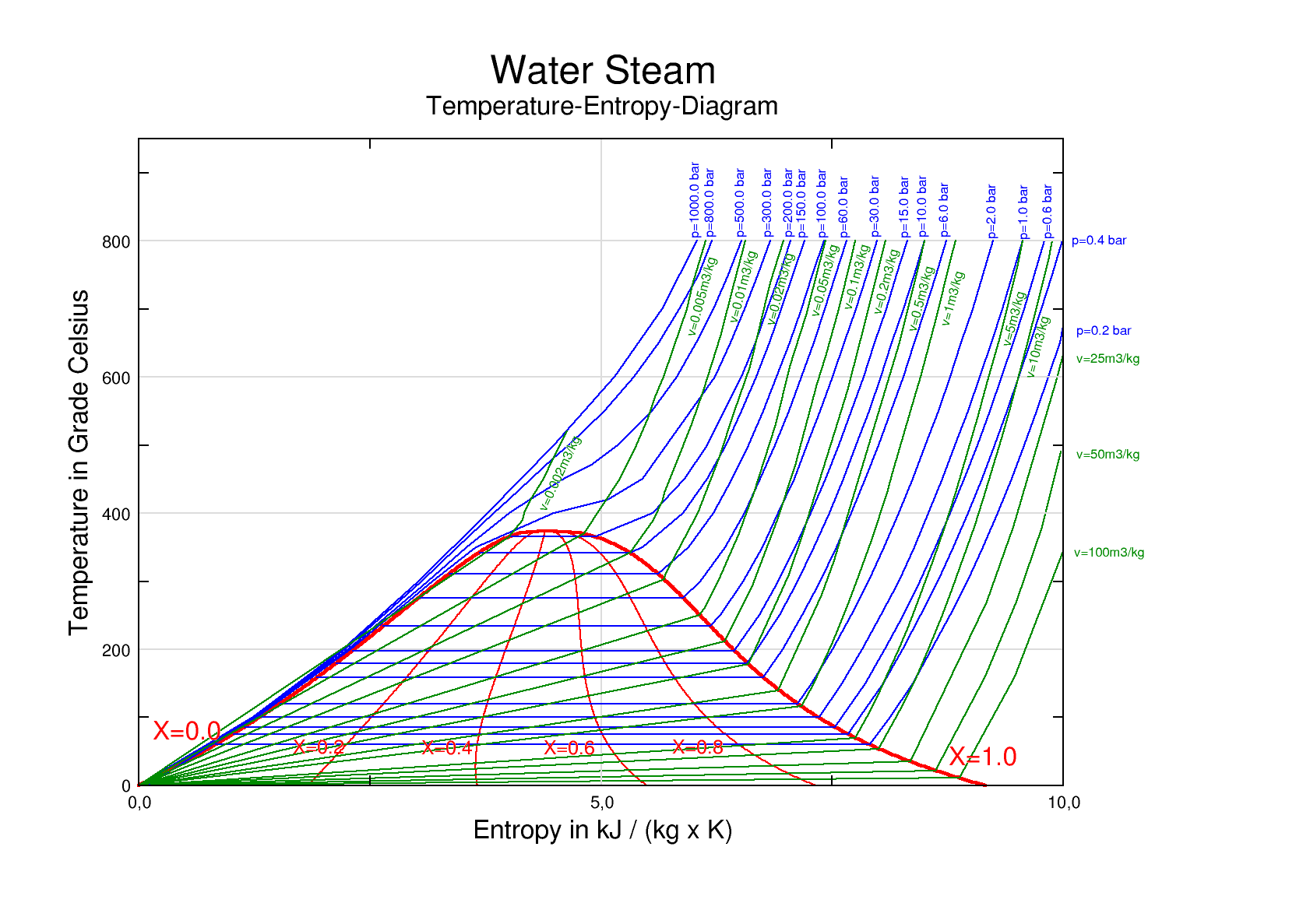
مخطط درجة الحرارة لبخار الماء مع الانتروبيا

عندما يتواجد الماء في حالتيه السائلة والغازية يطلق على بخاره بالبخار المشبع ودرجة حرارته بدرجة الغليان. في هذه الحالة تكون درجة حرارة الماء والبخار ثابتة مهما تغيرت كمية الحرارة أو الطاقة الحرارية المدخلة بشرط ثبوت الضغط. مثلا عند الضغط الجوي أي على مستوى سطح البحر تكون درجة الغليان للماء هي 100 درجة مؤية وتظل درجة حرارة الماء ثابتة أثناء الغليان (رغم إمداده بحرارة من الخارج) حتى يتحول الماء كله إلى بخار، عندئذ تؤدي الحرارة المدخلة إلى رفع حرارة البخار. أثناء الغليان تختزن جزيئات الماء الحرارة في داخلها كحرارة كامنة Latent Heat وجزء من الحرارة يعطيها طاقة حركة تجعلها تفلت من السائل وتصبح بخارا.
للبخار المشبع تطبيقات صناعية كبيرة، ويمكن معاملته معاملة غاز حقيقي من الوجهة الترموديناميكية.

## البخار المحمص
هو المصطلح العلمي للبخار عندما يكون في حالة غازية تماما أي لايوجد أثر للسائل. في هذه الحال تتغير درجة حرارة البخار طرديا مع تغير كمية الحرارة وبالطبع هي أكبر من درجة الغليان لنفس الضغط.

## تطبيقات البخار

### العنفة البخارية

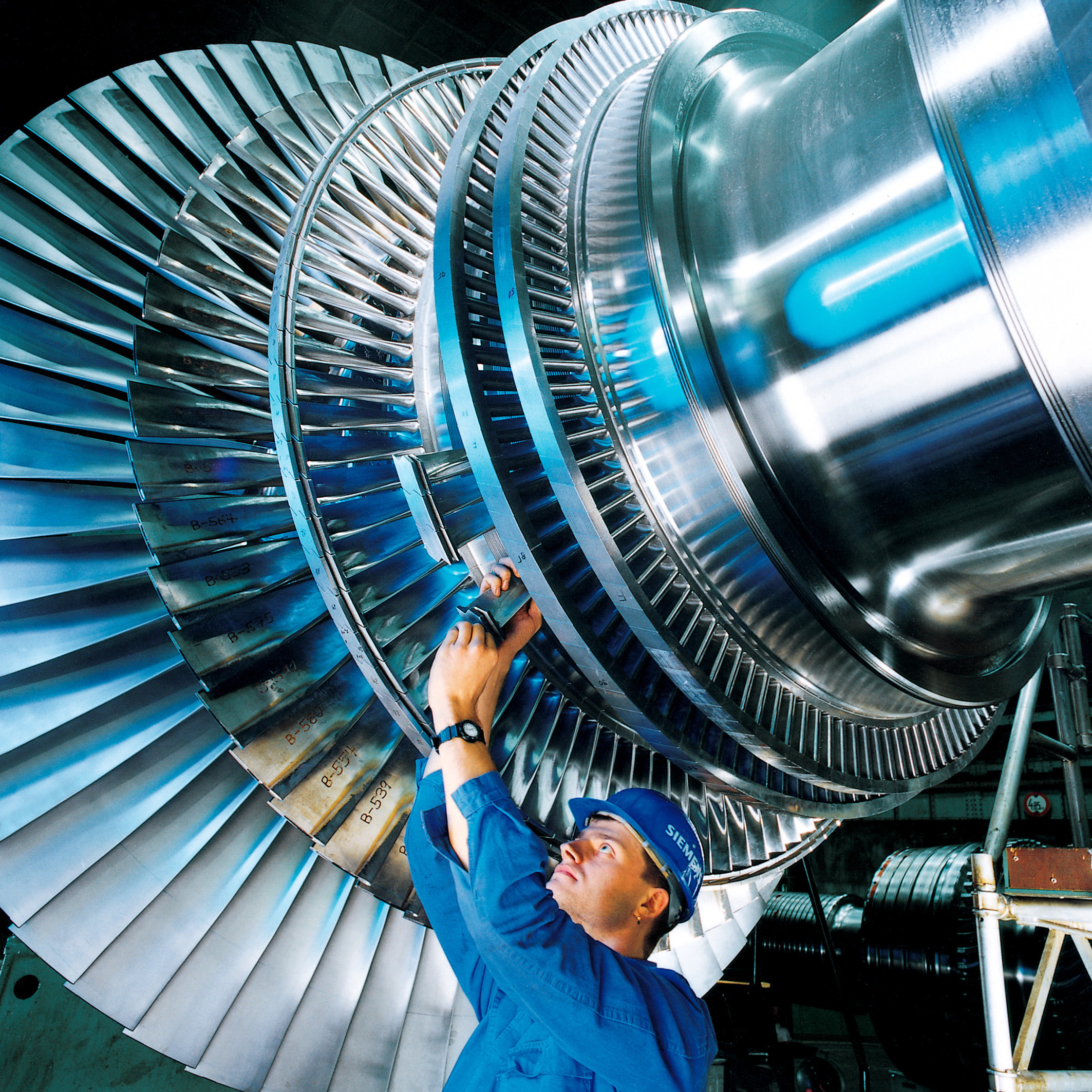
الجزء الدوار لتوربين بخاري حديث يستخدم مع مولد كهربائي لإنتاج الطاقة الكهربائية.

تعتبر العنفة البخارية أو التوربين البخاري أحد أهم التطبيقات الصناعية في وقتنا الحاضر. وتستخدم التوربينات البخارية في إنتاج الطاقة الكهربائية بالإضافة إلى أغراض أخرى مثل السخانات المائية ومفرغات الضغط. تقوم الحرارة الناشئة عن الفحم أو البترول أو الوقود النووي بتسخين الماء، فيتولد بخار ذو ضغط عالي وفي درجة حرارة عالية. يوجه هذا البخار شديد الضغط وذو درجة حرارة عالية لتدوير عنفة بخارية، وهذه تدير مولد كهربائي فيتولد التيار الكهربائي. نحو 80% من الكهرباء المنتجة في العالم تولد بهذه الطريقة محطات القوي.

## ضغط بخار الماء المشبع
طبقا لدالة الحالة الترموديناميكية للغاز المثالي نحصل على ضغط بخار الماء المشبع (بالتقريب) كحاصل ضرب كمية بخار الماء المشبع في ثابت الغازات النوعي ودرجة الحرارة بالكلفن. ونستخدم المعادلة كالآتي:
{\displaystyle E_{\gamma ,\varphi }(T)=\rho _{\gamma ,\varphi ;\mathrm {max} }(T)\cdot R_{\gamma }\cdot T}
حيث تعبر «جاما» هنا عن بخار الماء،
- وثابت الغازات انوعي لبخار الماء Rγ,
- φ ; ترمز لطور الماء، وهو هنا " بخار الماء 
- Eγ,φ ضغط البخار

*و ργ,φ كمية البخار المشبع فوق الماء أو فوق الثلج.
طبقا للنظام الدولي للوحدات SI يقاس ضغط البخار المشبع غالبا بوحدة
جرام/متر المربع، أي g/m2. واحيانا يقال عن بخار الماء «النهاية العظمى للرطوبة الهواء».